# Berri-UQAM

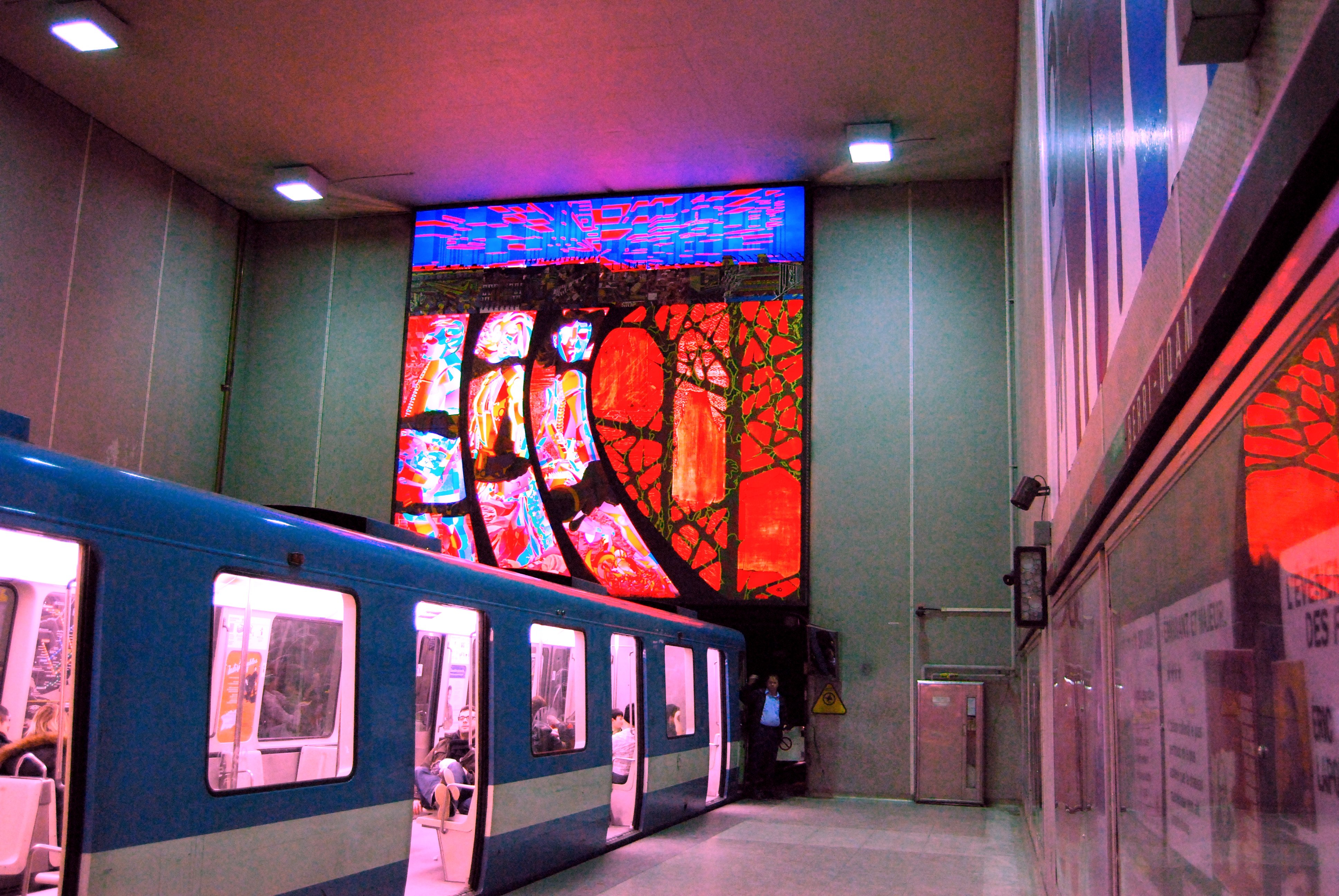
Hommage aan de stichters van Montréal, in gekleurd glas

Berri-UQAM is een metrostation in de Canadese stad Montréal.
Het station ligt aan de groene, gele en oranje lijnen van de metro van Montréal. De oranje en groene lijnen kruisen elkaar onder de centrale hal van het station. De perrons van de gele lijn liggen een blok verderop.
Berri-UQAM is het drukste station in het netwerk: in 2008 werd hier ingestapt door 13 miljoen passagiers. Er wordt geschat dat nog eens 35-40 miljoen passagiers per jaar overstappen op Berri-UQAM.
Berri-UQAM ligt in het Quartier Latin in het arrondissement Ville-Marie en werd op 14 oktober 1966 geopend als Berri-de Montigny. Vanaf 1 januari 1988 heeft het de huidige naam, naar de Université du Québec à Montréal (UQAM), die hier een campus heeft. Het station is ondergronds verbonden met de gebouwen van de UQAM alsmede met het centrale busstation en de Grande Bibliothèque.